# Eristalis alleni
Eristalis alleni (лат.) — вид мух-журчалок из подсемейства Eristalinae.

## Этиология
Eristalis alleni получил своё название в честь Пола Аллена. Ещё одна журчалка — Eristalis gatesi, получила название в честь Билла Гейтса.

## Распространение
Eristalis alleni встречается лишь в нагорных лесах Коста-Рики.

## Описание
Внешний вид этой мухи схож с Eristalis circe и Eristalis persa, но есть отличия в окраске лапок.

## Биология
Мало известно о биологии этой мухи, известно лишь то, что мухи встречаются ассоциацией с цветами рода Seneico.